# Mercallo
Mercallo ist eine italienische Gemeinde (comune) in der Provinz Varese in der Region Lombardei. 

## Geographie
Die Gemeinde liegt etwa 14 Kilometer von Varese am Lago di Comabbio. Die Nachbargemeinden sind Comabbio, Sesto Calende, Varano Borghi und Vergiate.

## Geschichte
Die Ortschaft Mercallo, die zur Pieve Angera gehörte, wurde in den Statuten der Straßen und Gewässer der Grafschaft Mailand erwähnt. Sie gehörte zu den Gemeinden, die zur Instandhaltung der Straße von Rho beitrugen (1346). Angera und sein Gebiet waren ein altes Lehen der Erzbischöfe von Mailand. Im Jahr 1350 verlieh Papst Clemens VI. das Lehen an Caterina di Bernabò Visconti. 1397 wurde Angera zu Gunsten von Gian Galeazzo Visconti, Herzog von Mailand, verpfändet. Im Jahr 1404 ging das Lehen von Angera an Alberto Visconti von Castelletto über.
Im Jahr 1449 verkaufte der Generalrat der Gemeinde Mailand die Pieve von Angera mit ihrer Festung, ihren Gerichtsbarkeiten und einer Reihe von Steuereinnahmen an den Grafen Vitaliano I. Borromeo für 12.800 Lire. In den Registern des Estimo (Grundbuch) des Herzogtums Mailand von 1558 und den nachfolgenden Aktualisierungen im 18. Jahrhundert war Mercallo noch in derselben Pieve enthalten. Im Jahr 1751 gehörte die Gemeinde Mercallo zu den Lehnsgütern des Grafen Borromeo, an den kein Geld gezahlt wurde. Dort residierte kein Richter, sondern es wurde an den Podestà von Angera, Giovanni Pietro Borrone, verwiesen, an den jährlich 10 Lire, 2 Soldi und 6 Denari und an den Infanteristen 2 Lire gezahlt wurden; der rituelle Eid wurde auf der Bank des Vikars von Seprio in Gallarate geleistet. Die Gemeinschaft hatte nur einen Konsul, der jeden Monat wechselte und zwischen den Herdstellen wechselte. Der Kanzler residierte in Sesto Calende und kümmerte sich für dreißig kaiserliche Lire im Jahr um die Akten der Gemeinde.
Nach der vorübergehenden Vereinigung der lombardischen Provinzen mit dem Königreich Sardinien wurde die Gemeinde Mercallo mit 529 Einwohnern, die von einem fünfzehnköpfigen Gemeinderat und einem zweiköpfigen Stadtrat verwaltet wird, gemäß der durch das Gesetz vom 23. Oktober 1859 festgelegten Gebietsaufteilung in den Bezirk VI von Angera, Bezirk II von Varese, Provinz Como, eingegliedert. Bei der Gründung des Königreichs Italien im Jahr 1861 hatte die Gemeinde 543 Einwohner (Volkszählung 1861). Nach dem Gemeindegesetz von 1865 wurde die Gemeinde von einem Bürgermeister, einer Junta und einem Rat verwaltet. Im Jahr 1867 wurde die Gemeinde in denselben Bezirk, Kreis und dieselbe Provinz eingegliedert (Verwaltungsbezirk 1867).
Im Jahr 1924 wurde die Gemeinde in den Bezirk Varese der Provinz Como eingegliedert. Nach der Gemeindereform von 1926 wurde die Gemeinde von einem Podestà verwaltet. Im Jahr 1927 wurde die Gemeinde der Provinz Varese zugeschlagen. Nach der Gemeindereform von 1946 wurde die Gemeinde Mercallo von einem Bürgermeister, einer Junta und einem Gemeinderat verwaltet. Im Jahr 1971 hatte die Gemeinde Mercallo eine Fläche von 534 Hektar.

## Bevölkerung
| Bevölkerungsentwicklung | Bevölkerungsentwicklung | Bevölkerungsentwicklung | Bevölkerungsentwicklung | Bevölkerungsentwicklung | Bevölkerungsentwicklung | Bevölkerungsentwicklung | Bevölkerungsentwicklung | Bevölkerungsentwicklung | Bevölkerungsentwicklung | Bevölkerungsentwicklung | Bevölkerungsentwicklung | Bevölkerungsentwicklung | Bevölkerungsentwicklung | Bevölkerungsentwicklung |
| ----------------------- | ----------------------- | ----------------------- | ----------------------- | ----------------------- | ----------------------- | ----------------------- | ----------------------- | ----------------------- | ----------------------- | ----------------------- | ----------------------- | ----------------------- | ----------------------- | ----------------------- |
| Jahr                    | 1751                    | 1805                    | 1853                    | 1871                    | 1881                    | 1901                    | 1921                    | 1931                    | 1951                    | 1971                    | 1991                    | 2001                    | 2011                    | 2021                    |
| Einwohner               | 297                     | 384                     | *553                    | 679                     | 686                     | 801                     | 862                     | 778                     | 891                     | 1376                    | 1563                    | 1679                    | 1827                    | 1786                    |

- 1809 Fusion mit Comabbio

## Verkehr
Durch die Gemeinde führt die Strada Statale 629 del Lago di Monate von Vergiate nach Gemonio. 